# Rio Dreptul
O Rio Dreptul é um rio da Romênia, afluente do Văratec, localizado no distrito de Hunedoara.